# Hongkongs guvernör
Hongkongs guvernör (engelska: Governor of Hong Kong, kinesiska: 香港總督; Jyutping: Hoeng1gong2 Zung2duk1) var den högsta politiska befattningen i kolonin Brittiska Hongkong. Den första guvernören var Henry Pottinger började i befattningen år 1843. Befattningen avskaffades år 1997 då Hongkong överlämnades till Kina som sedan har nominerat en chefsminister som leder staden. Den sista guvernören var Chris Patten. Innan sin mandatperiod tog slut, började Patten märkbara demokratiska reformer i staden.
Guvernören nominerades av Storbritanniens monark vars representant guvernören också var. Mellan 1842 och 1993 fungerade guvernören automatiskt som Hongkongs lagstiftande organs talman. Ytterligare var guvernören befälhavaren av brittiska trupperna i Hongkong.
År 1996 var guvernörs årliga lön 3 036 000 HK$ (cirka 340 000 euro).